# RAH-66卡曼契直升機
RAH-66卡曼契（英語：Comanche）是一款由波音與塞考斯基替美國陸軍合作開發，但在2004年2月開發接近完成、即將投產的時點因計畫終止而未能實際量產的先進軍用直升機。RAH-66是一款具有低可偵測性（匿蹤）科技的設計，預定做為武裝偵察任務用。如果加入美軍服役，它將會是美軍直升機之中首架設計專為全天候武裝偵查任務與低可偵測性直升機。其命名保持美軍以原住民命名的傳統，源於科曼奇人。

## 設計與開發

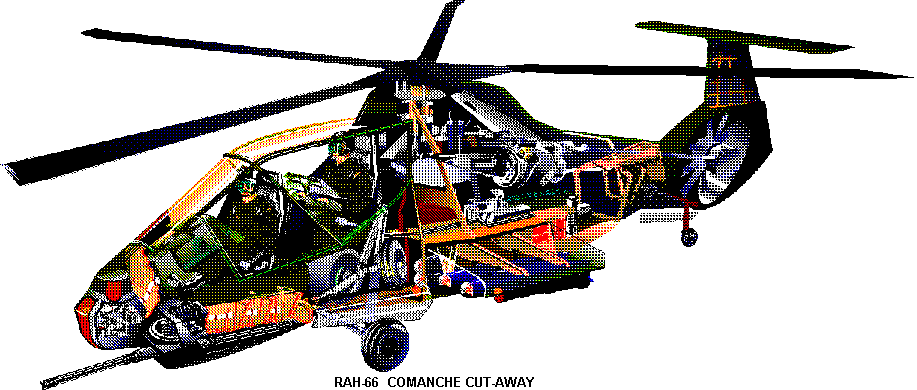
開發電腦藍圖

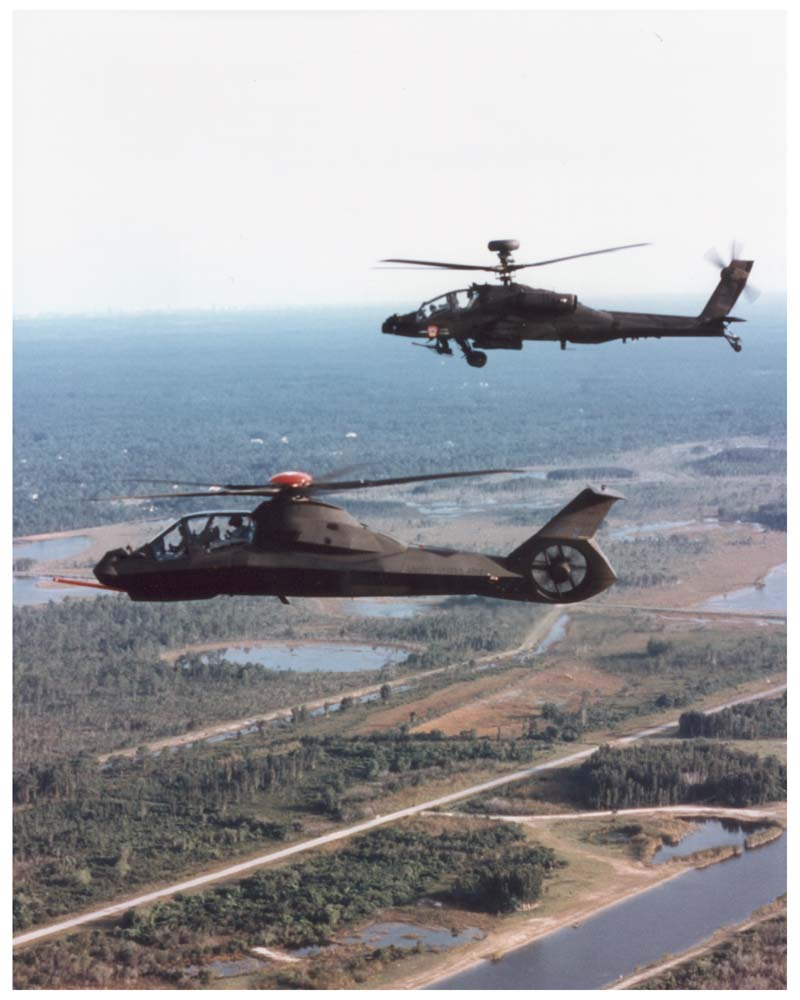
Rah-66與AH-64

1988年10月美國發現目前美國陸軍航空隊中配有武裝偵查直升機—OH-58D奇歐瓦戰士，但該機型卻是越戰時期所使用的觀測直升機改良版。所以提出了新直昇機計畫，於1991年選定標案為科曼奇原型機，預定建造4架驗證機，科曼奇是專門為武裝偵查功能所量身打造的機種。比起AH-64武裝直升機，科曼奇的機體更小且更輕（兩者數據分別為：43呎（13.1公尺）長、7,700磅（3500公斤）與58呎（17.7公尺）、11,400磅（5200公斤）–，而且它的複合材料機身結合匿蹤特性以避開敵方偵測，諸如伸縮式武器艙與機砲，機身刻面和雷達吸收材料（可參考F-117夜鷹）。科曼奇還具有遠端導引的能力，能指引僚機所發射的飛彈來攻擊本機鎖定的目標。另外，科曼奇的噪音訊號很明顯地比它同等級的其他機種還來得小。
科曼奇機上非常精密的偵測與導航系統專門用來使它能在夜晚或惡劣的天候下執行任務。它的機身設計成比阿帕契更容易裝載進運輸機或運輸艦等，使其能夠快速地部署在各個重要據點。若無法實施運載部署時，科曼奇達1,260 海里（約2330公里，1553 statute miles）的續航半徑，甚至讓它能自己飛抵海外戰區。
美國陸軍計劃採購大約1,300架科曼奇編入偵查或輕裝攻擊部隊，第一架將於2004年引進美國陸軍服役。由兩架DEM/VAL（展示與驗證階段）原型機進行飛航檢定測試與評估。其中的首架原型機，在1995年5月由塞考斯基的直昇機製造廠建造完成，並於同年12月進行它的首次試飛。兩架原型機並在1998年進行了一整年的飛行測試。
基於DEM/VAL階段任務的順利完成，整個計劃進入因此進入工程製造與開發（Engineering Manufacturing and Development，簡稱EMD）階段。在EMD期間，又建造了另外八架科曼奇，並預計要在2006年6月時試飛。

### 計畫中止
然而，鑑於經費需求，以修繕目前現有直升機航空隊中那些老舊的攻擊、偵察機種，因此於2004年2月23日，美軍宣佈他們決定中止科曼奇直升機計畫。另一項因素則是美軍已逐漸使用無人機（UAV）做為偵查用途。除了實驗之外，無人機也在阿富汗戰爭和伊拉克戰爭中證明了它的實用性。截至卡曼契計劃中止，美國軍方已投入了大約80億美元的經費，而且還必須額外支付主要計畫的合作廠商塞考斯基和波音整合防衛系統部門（Boeing Integrated Defense Systems）一筆大約4.5至6.8億美元的合約中止費。
因科曼奇而發展出的技術，將會整合進阿帕契以及其他的美軍直升機開發。而它擔任的工作原預定由武裝偵察直升機－貝爾ARH-70取代，惟ARH-70於2008年取消。
目前兩架原型機機體95-0001和94-0327位在阿拉巴馬州魯克爾堡（Fort Rucker, AL）的美國陸軍航空博物館（U.S. Army Aviation Museum）。

## 規格（RAH-66）
基本信息
- 机组：2

性能
武器

- 1x20mm XM301三管機炮裝設於砲塔系統（500發彈藥）
- 內倉：4x 地獄火飛彈及 4x 刺針飛彈（ATAS）
- 選裝短翼：8x 地獄火飛彈、16x 刺針飛彈或 56x Hydra 70 70毫米空對地火箭

## 流行文化

### 电子游戏
- 1998年—《解放軍之怒》（People's General）：扮演西方陣營國家可招募的直升機單位之一。
- 1999年—《Incoming》：以ADATA所属的攻击直升机之姿在战役模式第一关到第四关出现并作为玩家可操纵载具之一，主炮类型默认为轻型激光（第一、二关）与脉冲激光（第三、四关），副武器为制导导弹，同时亦可在街机模式中作为可选自机之一。
- 2001年－《Comanche 4》：由 Novalogic（現已併購）遊戲公司所開發，承襲之前1-3代銷售佳績的卡曼契系列，以快速的遊戲步調，讓玩家控制一架卡曼契 RAH-66 直升機。提供六場單人會戰和多人連線，遊戲結合了許多大量新式火力和讓人驚豔的互動地貌（如水面與植物等）。
- 2003年－《終極動員令：將軍》：作為美國的空中單位，由機場生產，配備機砲和反戰車飛彈（裝載四枚，只有攻擊車輛單位時才會射擊，過一段時間會自動補充），可由機場研發火箭發射匣而獲得使用火箭彈幕的能力。
- 2007年—（Counter-strike Online）：在戰神之章模式中作为先鋒集團的攻击直升机之姿出现并在“沙漠強襲”与“地獄之火”关卡中作为最终BOSS，只能被大口径武器、M134、火箭弹以及磁道炮类武器有效杀伤。
- 2013年—《ArmA 3》： 以NATO勢力所使用的RAH-66 Comanche - "科曼奇"攻擊直升機，被稱為“AH-99 Blackfoot”。
- 2015年—《Act of Aggression》： 卡特爾財閥（Cartel）陣營的空軍單位，可由直升機停機坪（HELIPAD）生產，單位本身永久匿蹤，裝備JCM飛彈以及一挺XM301三管機炮炮塔。
- 2019年—僵尸世界大战 (2019年游戏)[6]：作為美國的空中單位。
- 2017年—《俠盜獵車手 Online》： 末日搶劫更新中的阿庫拉直升機。
- 2025年—《戰爭雷霆》：在"利維坦"更新中被加入，稱作“RAH-66 卡曼契”

## 外部連結
- RAH-66 Comanche - Globalsecurity.org（页面存档备份，存于）
- RAH-66 Comanche - Federation of American Scientists (as of 1999; discusses the project in the present tense）（页面存档备份，存于）
- RAH-66 Comanche - Army Technology（页面存档备份，存于）

## 相關內容
- 美国直升机武器子系统
- 美国陆军航空和导弹司令部
- UH-72直升机

类似型号
- Bell ARH-70
- 川崎OH-1
- 虎式ARH型
- 直-19